# Páno Polemídia
Páno Polemídia (grec moderne : Πάνω Πολεμίδια) est un village de Chypre de plus de 3 470 habitants.